# Mariano Martín
Mariano Martín Alonso (n. 20 octombrie 1919 - d. 9 septembrie 1998) a fost un fotbalist spaniol care a jucat pe postul de atacant. A jucat peste 100 de meciuri pentru echipa FC Barcelona și trei meciuri pentru echipa națională de fotbal a Spaniei.